# Alun Francis

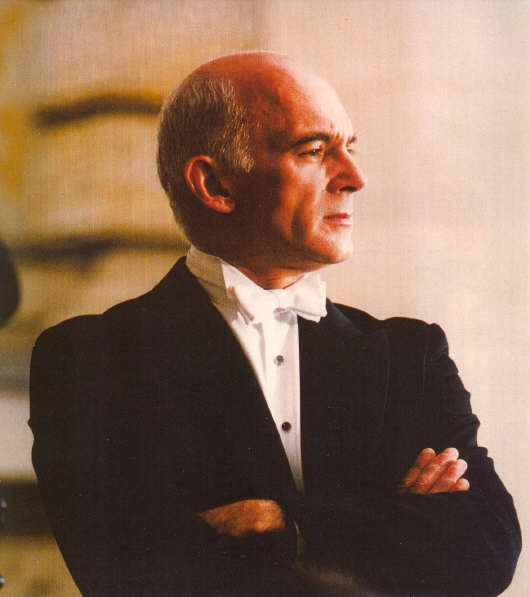
Alun Francis (2007)

Alun Francis (* 29. September 1943) ist ein walisischer Dirigent.

## Leben
Alun Francis begann seine Karriere 1966, als er Chefdirigent des Ulster Orchesters wurde. Dieses Amt hatte er zehn Jahre lang inne. 1978 leitete er in der Queen Elisabeth Hall in London die Uraufführung der Oper Gabriella di Vergy von Gaetano Donizetti. Von 1979 bis 1985 war er Generalmusikdirektor des Northwest Chamber Orchestra in Seattle, bevor er für zwei Jahre (bis 1987) künstlerischer Berater des Ensembles Opera Forum in Enschede wurde.
Von 1987 bis 1990 wirkte er in Herford als Chefdirigent und Generalmusikdirektor bei der Nordwestdeutschen Philharmonie. Chefdirigate beim Haydn-Orchester (Bozen), den Berliner Symphonikern und dem Orchestra Sinfonica di Milano „Giuseppe Verdi“ in Mailand folgten, bevor er 2003 Chefdirigent der Thüringen Philharmonie Gotha wurde. Dort schied er im April 2008, acht Monate vor Auslaufen seines Vertrages, aus. Danach war er bis 2010 Dirigent des Orquesta Filarmónica de la UNAM.
In seiner 40-jährigen Karriere hat Alun Francis am Pult von rund 200 Orchestern gestanden und zahlreiche Platten- bzw. CD-Produktionen vorgelegt, u. a. mit Werken von Francis Poulenc und, gespielt von der Staatsphilharmonie Rheinland-Pfalz, von Otto Klemperer (Symphonien Nr. 1 und 2 sowie 4 symphonische Werke).

## Ehrungen
- Alun Francis ist Preisträger (2000) des ersten Preises des Cannes Classical Award in der Kategorie CD-Premiere für seine Aufnahmen sämtlicher Sinfonien von Darius Milhaud mit dem Radio Sinfonie Orchester Basel.